# Glaresis minuta
Glaresis minuta är en skalbaggsart som beskrevs av Clarke H. Scholtz 1983. Glaresis minuta ingår i släktet Glaresis och familjen Glaresidae. Inga underarter finns listade i Catalogue of Life.